# تركيب خطي
في الرياضيات، تركيبة خطية (بالإنجليزية: Linear combination)‏ هي تعبير رياضي، كُون انطلاقا من مجموعة من الحدود، يضرب كل منها في ثابتة ما فتُجمع النتيجة. على سبيل المثال، قد تأخذ تركيبة خطية للكائنين x و y (قد يكونا عددين أو متجهتين أو متعددتي حدود أو غيرها) تعبيرا على الشكل ax + by حيث a و b عددان ثابتان. مفهوم التركيبة الخطية مركزي بالنسبة إلى الجبر الخطي وإلى كل مجالات الرياضيات المتعلقة به.

## تعريف
{\displaystyle a_{1}v_{1}+a_{2}v_{2}+a_{3}v_{3}+\cdots +a_{n}v_{n}.\,}

## الاستقلال الخطي
{\displaystyle v=\sum a_{i}v_{i}=\sum b_{i}v_{i}} حيث {\displaystyle (a_{i})\neq (b_{i}).}
{\displaystyle 0=\sum c_{i}v_{i}.}